# Bythinella darrieuxii
Bythinella darrieuxii е вид охлюв от семейство Hydrobiidae.

## Разпространение
Видът е разпространен във Франция.